# Letland op de Olympische Jeugdwinterspelen 2012
Letland was een van de landen die deelnam aan de Olympische Jeugdwinterspelen 2012 in Innsbruck, Oostenrijk.

## Medailleoverzicht
| Sport     | Olympiër                  | Onderdeel                 | Medaille |
| --------- | ------------------------- | ------------------------- | -------- |
| IJshockey | Augusts Valdis Vasilonoks | vaardigheidswedstrijd (m) | Goud     |
| Rodelen   | Riks Kristens Rozitis     | enkel (m)                 | Zilver   |
| Rodelen   | Ulla Zirne                | enkel (v)                 | Brons    |

## Deelnemers en resultaten
(m) = mannen, (v) = vrouwen 

### Alpineskiën
| Olympiër              | Onderdeel           | Resultaat | Prestatie                         |
| --------------------- | ------------------- | --------- | --------------------------------- |
| Miks Edgars Zvejnieks | super g (m)         | 32e       | 1.09,99 (+5,54)                   |
| Miks Edgars Zvejnieks | supercombinatie (m) | -         | - (-) (DNF, -)                    |
| Miks Edgars Zvejnieks | reuzenslalom (m)    | 13e       | 1.56,47 (+4,77) (1.00,31, 56,16)  |
| Miks Edgars Zvejnieks | slalom (m)          | 13e       | 1.23,18 (+4,82) (43,35, 39,83)    |
|                       |                     |           |                                   |
| Agnese Aboltina       | super g (v)         | 27e       | 1.13,14 (+7,36)                   |
| Agnese Aboltina       | supercombinatie (v) | 22e       | 1.52,29 (+11,47) (1.10,67, 41,62) |
| Agnese Aboltina       | reuzenslalom (v)    | -         | - (-) (DNF, -)                    |
| Agnese Aboltina       | slalom (v)          | 16e       | 1.31,28 (+11,52) (48,41, 42,87)   |

### Biatlon
| Olympiër                                                 | Onderdeel                 | Resultaat | Prestatie                                                           |
| -------------------------------------------------------- | ------------------------- | --------- | ------------------------------------------------------------------- |
| Jānis Slavēns                                            | 7,5 km sprint (m)         | 45e       | 23.50,9 (+4.29,2) pen.: 2 (1+1)                                     |
| Jānis Slavēns                                            | 10 km achtervolging (m)   | 48e       | +12.50,2 pen.: 10 (1+2+3+4)                                         |
| Linards Zēmelis                                          | 7,5 km sprint (m)         | 49e       | 25.11,0 (+5.49,3) pen.: 5 (2+3)                                     |
| Linards Zēmelis                                          | 10 km achtervolging (m)   | 43e       | +9.13,5 pen.: 2 (0+1+0+1)                                           |
|                                                          |                           |           |                                                                     |
| Gunita Gaile                                             | 6 km sprint (v)           | 47e       | 27.09,1 (+9.41,4) pen.: 6 (3+3)                                     |
| Gunita Gaile                                             | 7,5 km achtervolging (v)  | 46e       | +15.59,8 pen.:4 (0+0+4+0)                                           |
| Gunita Gaile Zane Eglite Linards Zemelis Arnis Petersons | biatlon/langlaufestafette | 23e       | 1:17.29,0 (0+6) 25.15,8 (0+2 0+2) 13.54,3 24.31,3 (0+1 0+1) 13.47,6 |

### Bobsleeën
| Olympiër                      | Onderdeel       | Resultaat | Prestatie                       |
| ----------------------------- | --------------- | --------- | ------------------------------- |
| Oskars Ķibermanis Elvis Kamss | tweemansbob (m) | 4e        | 1.49,37 [54,57 (1) + 54,80 (7)] |

### IJshockey
| Olympiër                  | Onderdeel                 | Resultaat | Prestatie                                |
| ------------------------- | ------------------------- | --------- | ---------------------------------------- |
| Augusts Valdis Vasilonoks | vaardigheidswedstrijd (m) | Goud      | 22 punten (kwalificatie: 1e (35 punten)) |

### Langlaufen
| Olympiër                                                 | Onderdeel                 | Resultaat | Prestatie                                                           |
| -------------------------------------------------------- | ------------------------- | --------- | ------------------------------------------------------------------- |
| Arnis Petersons                                          | 10 km klassiek (m)        | 24e       | 32.14,7 (+2.45,9)                                                   |
| Arnis Petersons                                          | sprint (m)                | 20e       | kwartfinale                                                         |
|                                                          |                           |           |                                                                     |
| Zane Eglite                                              | 5 km klassiek (v)         | 38e       | 20.54,0 (+6.36,0)                                                   |
| Zane Eglite                                              | sprint (v)                | 37e       | kwalificatie                                                        |
|                                                          |                           |           |                                                                     |
| Gunita Gaile Zane Eglite Linards Zemelis Arnis Petersons | biatlon/langlaufestafette | 23e       | 1:17.29,0 (0+6) 25.15,8 (0+2 0+2) 13.54,3 24.31,3 (0+1 0+1) 13.47,6 |

### Rodelen
| Olympiër                                                                            | Onderdeel    | Resultaat | Prestatie                                    |
| ----------------------------------------------------------------------------------- | ------------ | --------- | -------------------------------------------- |
| Rihards Lozbers                                                                     | enkel (m)    | 6e        | 1.20,113 (+0,510) (40,110; 40,162)           |
| Riks Kristens Rozitis                                                               | enkel (m)    | Zilver    | 1.19,806 (+0,203) (39,838; 39,982)           |
| Imants Marcinkevics / Kristens Putins                                               | dubbel (m)   | 7e        | 1.26,400 (+1,206) (43,415; 42,985)           |
|                                                                                     |              |           |                                              |
| Team Letland Ulla Zirne Riks Kristens Rozitis Imants Marcinkevics / Kristens Putins | gemengd team | 6e        | 2.20,123 (+1,813) 2.44,742 2.48,197 2.47,184 |
|                                                                                     |              |           |                                              |
| Ulla Zirne                                                                          | enkel (v)    | Brons     | 1.20,479 (+0,282) (40,184; 40,295)           |

### Skeleton
| Olympiër        | Onderdeel | Resultaat | Prestatie                       |
| --------------- | --------- | --------- | ------------------------------- |
| Davis Dreimanis | jongens   | 8e        | 1.59,46 [59,22 (8) + 59,24 (8)] |